# Вонгуда (река)
Во́нгуда — река в Архангельской области России, правый приток Онеги.
Длина реки — 57 км, площадь водосборного бассейна — 407 км².
Берёт начало из озера Во́нгозеро на высоте 118 м над уровнем моря. Протекает в южном направлении по территории Онежского района. Впадает в реку Онегу в 31 км от её устья, в селе Порог.
Порожиста, ширина реки в нижнем течении — 15—20 м, глубина — 0,6—1,0 м, скорость течения — 0,3 м/с, дно каменистое и песчаное. По данным наблюдений с 1981 по 1993 год среднегодовой расход воды в 9,2 км от устья составляет 5,06 м³/с.
Между деревней Вонгуда и селом Порог реку пересекает мост линии Северной железной дороги «Обозерская — Малошуйка». Основной приток — река Литосара.

## Данные водного реестра
- Бассейновый округ — Двинско-Печорский
- Речной бассейн — Онега
- Водохозяйственный участок — Онега